# Quanah, Texas
Quanah là một thành phố thuộc quận Hardeman, tiểu bang Texas, Hoa Kỳ. Năm 2010, dân số của xã này là 2641 người.

## Dân số
- Dân số năm 2000: 3022 người.
- Dân số năm 2010: 2641 người.